# Alwin Weber
Alwin Weber, auch Alvin Weber (* 12. Juli 1857 in Menziken; † 26. Februar 1919 in Luzern), war ein Schweizer Industrieller und freisinniger Politiker.

## Leben

### Familie
Alwin Weber war der Sohn des Bleichers Heinrich Weber und dessen Ehefrau Verena (geb. Weber).
Er war seit 1882 mit Marie, der Tochter des Landwirts und Tuchmessers, Rudolf Frey, verheiratet.

### Werdegang
Nachdem Alwin Weber die Schulen in Menziken und Reinach besucht hatte, absolvierte er eine Banklehre in Menziken und war dann als Bankangestellter dort tätig, bevor er Buchhalter in Zürich wurde.
Von 1888 bis 1895 war er Teilhaber der Gerberei Lendy & Weber in Chur und gründete darauf 1895 die Riemenfabrik Weber & Co. in Menziken, die er bis zu seinem Tod leitete.
1905 trat er in das Unternehmen Gautschi und Jequier in Gontenschwil ein, das sich kurz darauf in die Aluminiumwarenfabrik Gontenschwil AG (siehe Alu Menziken Gruppe) umwandelte und war bis 1918 deren Verwaltungsratspräsident.
Er war Direktionsmitglied der Wynentalbahn, die 1904 eröffnet worden war.
1891 war er als Hauptmann der Schweizer Armee im Organisationskomitee für das Kantonale Schützenfest vertreten. 1899 erfolgte seine Beförderung zum Oberstleutnant der Infanterie und 1905 wurde er, auf sein Gesuch hin, aus dem Kommando des Infanterieregiments 19 entlassen und zu den Offizieren versetzt, die dem Bundesrat zur Verfügung standen. 1907 erfolgte seine Beförderung zum Oberst und er übernahm im selben Jahr das Kommando der Infanteriebrigade 18. Später übernahm der das Kommando der Brigade 22 und führte diese bis 1915.

### Politisches und gesellschaftliches Wirken
Alwin Weber leitete als Präsident das freisinniger Bezirkskomitee Kulm (siehe Bezirk Kulm).
Er war von 1896 bis 1899 Vorstandsmitglied im Verein Schweizerischer Maschinenindustrieller (siehe Swissmem).
Von 1905 bis 1919 war er aargauischer Grossrat und dort Mitglied der Staatsrechnungskommission sowie, als Nachfolger von Jakob Lüthy, vom 7. Dezember 1908 bis zu seinem Tod in der radikal-demokratischen Fraktion im Nationalrat.